# Mordellistena basilunulata
 Mordellistena basilunulata es una especie de coleóptero de la familia Mordellidae.

## Distribución geográfica
Habita en Península de Malaca.